# El Franco
El Franco is een gemeente in de Spaanse provincie en regio Asturië met een oppervlakte van 78,03 km². El Franco telt 3.835 inwoners (1 januari 2016).

## Demografische ontwikkeling
Bron: INE, 1857-2011: volkstellingen